# C4ISRNET
C4ISRNET (anciennement C4ISR, ou C4ISR : The Journal of Net-Centric Warfare) est une publication couvrant les questions émergentes et les tendances de la transformation militaire mondiale et des technologies, produits et services de guerre réseau-centrique pour les gestionnaires du gouvernement fédéral, la défense et l'industrie. Elle est publiée neuf fois par an.
C4ISRNET a été créé en 2002. Le magazine est publié par Sightline Media Group, qui faisait partie de Gannett Company. Dans le cadre de la scission des propriétés numériques et de radiodiffusion en 2015, Gannett a cédé ces propriétés à Tegna. En mars 2016, Tegna a vendu Sightline Media Group à Regent, une société de capital-investissement basée à Los Angeles et contrôlée par l'investisseur Michael Reinstein. Le siège de C4ISRNETse trouve à Tysons, en Virginie.
La 16e conférence annuelle de C4ISRNET s'est tenue le 3 mai 2017 au Renaissance Arlington Capital View.

## Source
- (en) Cet article est partiellement ou en totalité issu de l’article de Wikipédia en anglais intitulé « C4ISRNET » (voir la liste des auteurs).